# Établissements Poulenc frères
La société anonyme des établissements Poulenc frères est une entreprise pharmaceutique familiale créée en 1900. Elle a fusionné le 28 juin 1928 avec la Société chimique des usines du Rhône pour former la Société des usines chimiques Rhône-Poulenc.

## Histoire
En 1845, le boulanger-pâtissier Pierre Wittmann (1798-1880) reprend la pharmacie-droguerie Hédouin, fondée en 1816 à Paris, au 7, rue Saint-Merri. Wittmann avait été autrefois préparateur en pharmacie et il était passionné de chimie. En 1852, il ouvre à Vaugirard un atelier de préparation des produits nécessaires à l'élaboration des collodions photographiques : le bromure et l'iodure d'argent, le chlorure d'iode, l'hyposulfite de sodium. Il s'associe alors à son gendre, Étienne Poulenc (1832-1878), pharmacien et chimiste, auquel il cède l'affaire en 1858.
À partir de 1859, Étienne et son beau-frère, Léon Wittmann (1837-1908), commercialisent des réactifs chimiques sous la marque « Poulenc et Wittmann » (« P. W. »). Dans leur nouvel atelier d'Ivry-sur-Seine, ils produisent des sels de fer et d'antimoine ainsi que de nombreux produits nécessaires à la confection et au traitement des plaques photographiques au gélatino-bromure d'argent : acétate de sodium, citrate de fer et d'ammonium.
Après la mort d’Étienne Poulenc, le 13 mars 1878, la maison Poulenc et Wittmann devient « Veuve Poulenc et fils », puis « Poulenc frères » en 1881. Ses activités visent à la conception, la fabrication et la commercialisation de « produits chimiques et pharmaceutiques, photographiques et industriels ».
En 1903, Ernest Fourneau prend la direction d'un service des recherches pharmaceutiques nouvellement créé et dont les laboratoires sont installés à Ivry. Dès la fin de la même année 1903, Fourneau et Poulenc frères déposent les brevets de la stovaïne, du nom anglicisé de son inventeur, premier anesthésique local de synthèse commercialement exploitable et qui restera en usage jusque dans les années 1940.

## Source
- Jean-Marie Michel, « Rhône-Poulenc (S.C.U.R. – S.U.C.R.P.) », dans Contribution à l'histoire industrielle des polymères en France, Société chimique de France, avril 2012 (lire en ligne), p. 6-8.